# Pternopetalum heterophyllum
Pternopetalum heterophyllum là một loài thực vật có hoa trong họ Hoa tán. Loài này được Hand.-Mazz. miêu tả khoa học đầu tiên năm 1941.